# 기타카누마역
기타카누마역(일본어: 北鹿沼駅)은 일본 도치기현 가누마시에 있는 도부 철도 닛코 선의 역이다. 역 번호는 TN 19이다.

## 역 구조
상대식 승강장 2면 2선의 지상역이다. 역사는 아사쿠사 방면 승강장 측에 있고, 도부 닛코 방면 승강장과는 구내 이타가 방향의 과선교에서 연결된다. 역무원은 배치되지 않았으나 승차권은 역 근처의 상점에서 판매하고 있는 간이 위탁역이다.
개통 당시의 목조 역사는 2009년 5월경 신역사의 공용이 개시되면서 해체되었다.

### 승강장
| 번호 | 노선    | 방향 | 행선                                                                                      |
| ---- | ------- | ---- | ----------------------------------------------------------------------------------------- |
| 1    | 닛코 선 | 상행 | 신토치기・도부 도부쓰코엔・ 도부 스카이트리 라인 기타센주・도쿄 스카이트리・아사쿠사 방면 |
| 2    | 닛코 선 | 하행 | 시모이마이치・도부 닛코・ 기누가와 선 기누가와온센 방면                                   |

## 역 주변
- 가누마 시민 문화 센터
- 가누마 시키쿠사와 커뮤니티 센터
- 가누마 시 소방서 기타 분소
- 가누마 시립 기타 초등학교
- 즈이코지
- 고료 컨트리 클럽
- 시모 컨트리 클럽

## 역사
- 1931년 12월 10일: 영업 개시.
- 1973년 9월 1일: 역 무인화, 간이 위탁 개시.
- 2009년 5월경: 역사 개축.
- 2012년 3월 17일: TN 19의 역 번호 도입.

## 인접역
| 도부 철도 닛코 선                   | 도부 철도 닛코 선  | 도부 철도 닛코 선           |
| ----------------------------------- | ------------------ | --------------------------- |
| TN 18 신카누마 도부 도부쓰코엔 방면 | ■ 구간 급행 ■ 보통 | 이타가 TN 20 도부 닛코 방면 |